# Filimonowo (obwód czelabiński)
Filimonowo (ros. Филимоново) – wieś (sieło) w Rosji, w obwodzie czelabińskim, w rejonie czebarkulskim. W 2021 liczyła 1412 mieszkańców.